# Alice Arlen
Alice Albright Arlen (* 6. November 1940 in Chicago, Illinois; † 29. Februar 2016 in Manhattan, New York City) war eine US-amerikanische Drehbuchautorin und Biografin.

## Leben
Alice Albright wurde 1940 als Tochter der Journalistin Josephine Patterson Albright und des Malers Ivan Albright geboren. Mit ihrer Schwester und zwei Brüdern wuchs sie in Chicago auf. Nach ihrem Studium am Radcliffe College arbeitete Arlen in Chicago als freie Autorin und Journalistin. 1966 verfasste sie eine Biografie über die Journalistin und Zeitungsverlegerin Cissy Patterson, eine Großtante von Arlen. Postum veröffentlicht wurde im Sommer 2016 eine von Arlen 2015 fertiggestellte Biografie über ihre Tante Alicia Patterson. Nach der Scheidung von ihrem Mann, James F. Hoge, einem Chefredakteur, zog sie mit ihren Kindern nach New York, um dort als Journalistin zu arbeiten. Sie lernte dort auch die damalige Journalistin und spätere Autorenfilmerin Nora Ephron kennen. Nach einem weiteren Studium an der Columbia University von 1979 bis 1980 war es auch ihre Freundin Ephron, die Arlen bat, sie bei dem gemeinsamen Drehbuch zu Silkwood als Koautorin zu unterstützen. Mit ihrem Debütdrehbuch konnte sie 1984 mit einer Oscarnominierung für das Beste Originaldrehbuch gleich ihren größten Erfolg feiern.
Nach ihrer Ehe mit Hoge heiratete sie Michael J. Arlen, mit dem sie drei gemeinsame Kinder und vier Stiefkinder hatte.

## Werke
- 1966: Cissy Patterson, Random House

## Filmografie (Auswahl)
- 1983: Silkwood
- 1985: Alamo Bay
- 1989: Cookie
- 2000: Das Gewicht des Wassers (The Weight of Water)
- 2004: A Thief of Time
- 2007: Then She Found Me

## Auszeichnungen (Auswahl)
Oscar
- 1984: Nominierung für das Beste Originaldrehbuch mit Silkwood